# Flughafen Pristina

i8
i11
i13
Der Flughafen Pristina (Pristina International Airport „Adem Jashari“, IATA-Code: PRN, ICAO-Code: BKPR) ist ein Flughafen bei Pristina, der Hauptstadt des Kosovo. Er liegt rund 15 Kilometer südwestlich der Stadt nahe der Schnellstraße M-9. Benannt ist der Flughafen nach Adem Jashari, einem Mitbegründer der albanischen paramilitärischen UÇK.

## Geschichte
Der Flughafen wurde an diesem Standort 1965 eröffnet für Verbindungen innerhalb Jugoslawiens.

### Luftwaffenstützpunkt Slatina
Auf dem militärischen Teil des Flughafens, der nach dem dortigen Dorf Sllatina benannt wurde, wurde in den 1960er Jahren eine größere Flugzeugkaserne erbaut. Diese Kaverne war die zweite Hauptbasis für die jugoslawische Luftwaffe (RV i PVO) und beherbergte das 83. LAP (Jagdfliegerregiment) mit den beiden Jagdfliegerstaffeln (123. und 124. LAE) mit insgesamt 24 Kampfflugzeugen vom Typ MiG-21bis „Fishbed“.

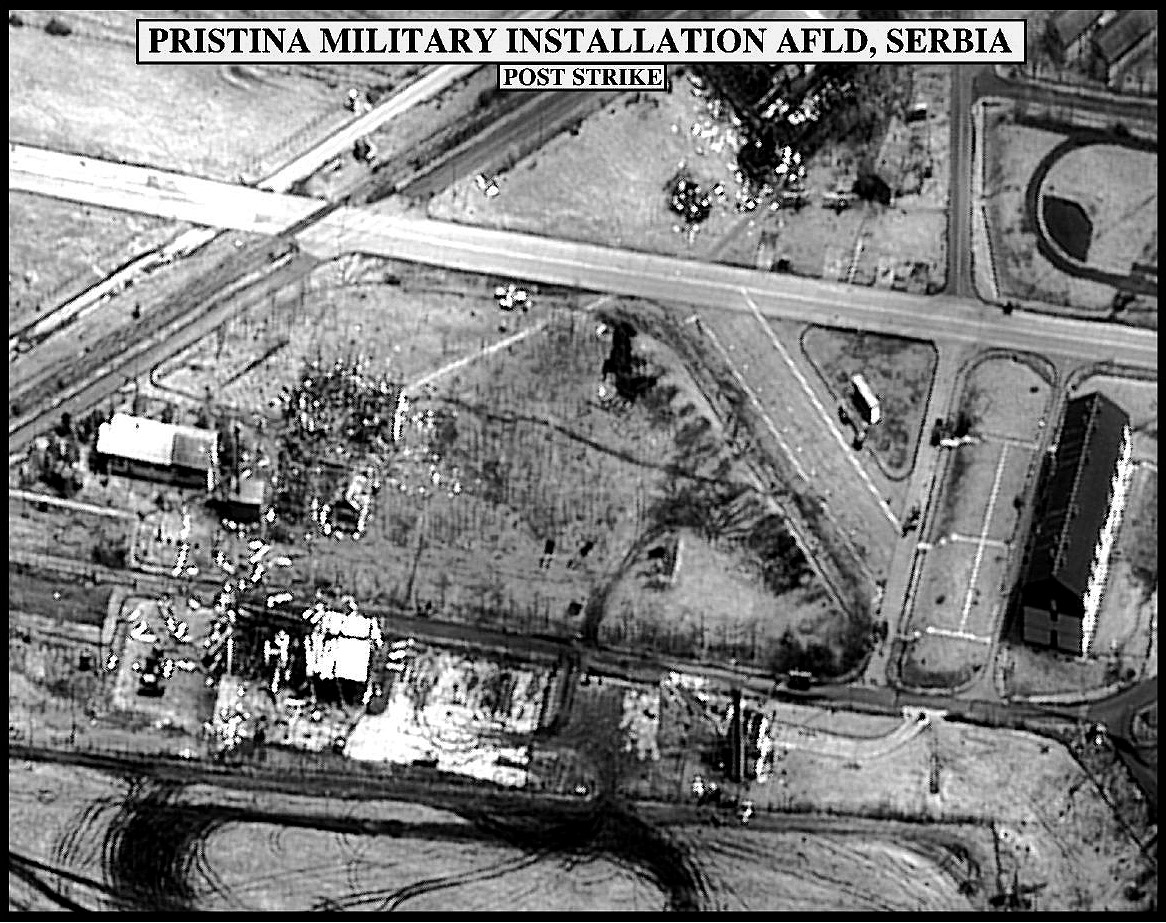
US-Aufklärungsphoto nach dem Luftangriff auf den serbischen Luftwaffenstützpunkt im April 1999

Im Verlauf des Kosovokrieges erfolgten ab dem 22. April 1999 insgesamt zehn Luftangriffe auf den Stützpunkt durch F-15 „Strike Eagle“ der NATO. Dabei konnten die in der Flugzeugkaverne befindlichen Kampfflugzeuge nicht beschädigt werden.
Nach der Einstellung der Kampfhandlungen und dem Beginn der Kontrolle des Kosovo durch die KFOR geriet der Flughafen in die Schlagzeilen, als russische Fallschirmjäger ohne Rücksprache mit westlichen Ländern mit ihrem Vorstoß nach Priština am 12. Juni 1999 den Flughafen besetzten. Nach dem Krieg verfügte die KFOR über die Kavernen und übergab diese Ende 2010 der kosovarischen Polizei.

### Zivile Nutzung

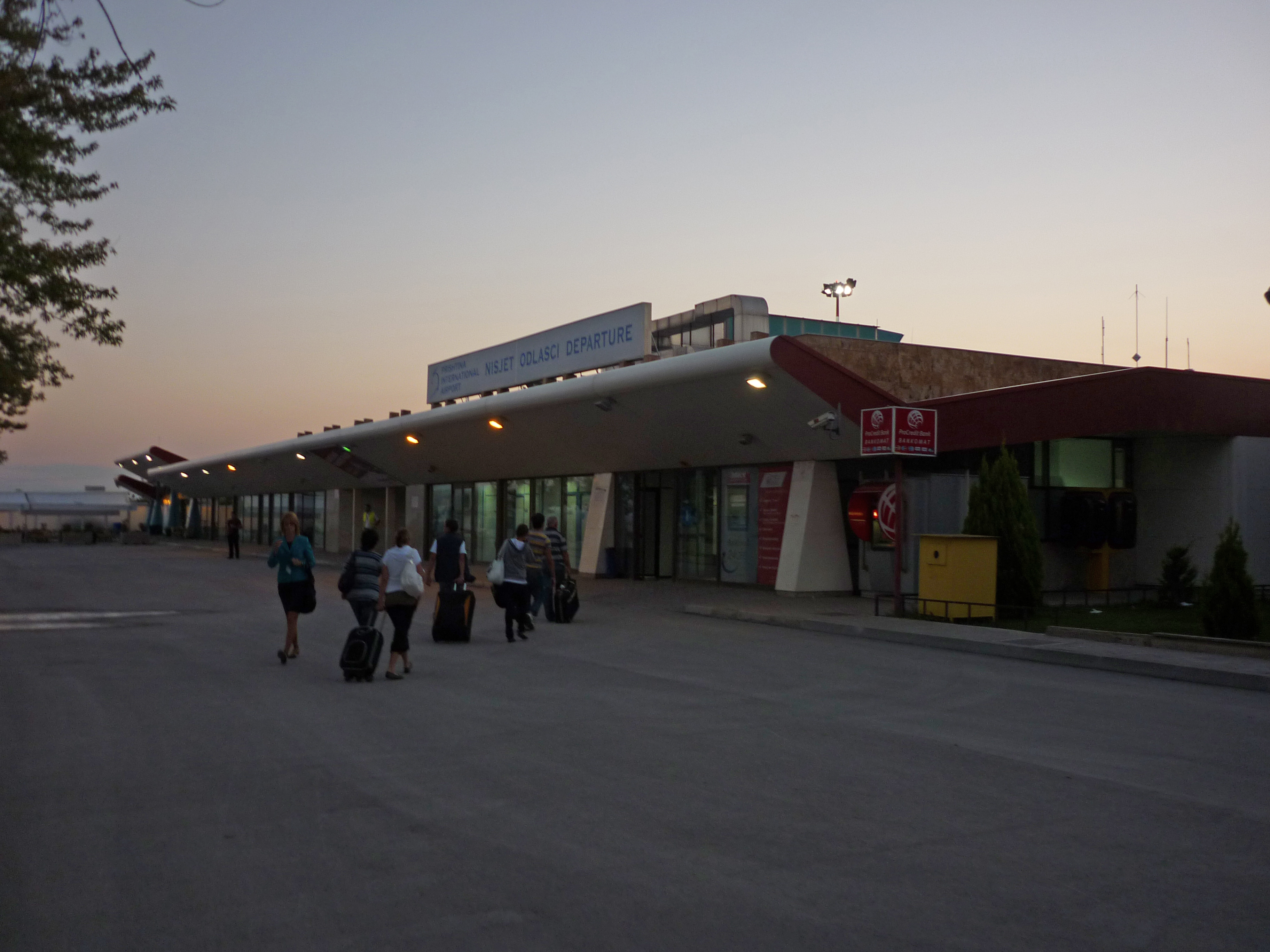
Alter, bis 2013 genutzter Terminal

1985 wurde der Flughafen mit moderner Ausrüstung gemäß den ICAO-Standards ausgestattet.
Nach dem Kosovokrieg wurde er grundlegend renoviert und zum internationalen Flughafen ausgebaut. Anfangs wurden nur gelegentliche Charterflüge der Air Prishtina und Kosova Airlines abgefertigt. 2003 gab es erstmals Linienflugbetrieb der Kosova Airlines mit einer Boeing 737-700, 2004 folgte Air Prishtina mit einem Airbus A320, gab diesen aber noch im gleichen Jahr wieder auf. Auch Kosova Airlines hat ihren Flugbetrieb 2006 wieder eingestellt.
Seit 2010 wird der Flughafen von der türkischen LIMAK Holding betrieben.
Am 23. Oktober 2013 wurde nach zweijähriger Bauzeit rund einen Kilometer südlich vom alten ein neues Terminal eröffnet. Seit der Erweiterung besitzt der Flughafen drei Fluggastbrücken. 2021 wurde das Instrumentenlandesystem und weitere Navigationssysteme verbessert und die Piste auf 3040 Meter verlängert, wodurch auch Langstreckenflüge und Landungen bei schlechterem Wetter möglich sein sollen.

## Heutige Nutzung als Verkehrsflughafen

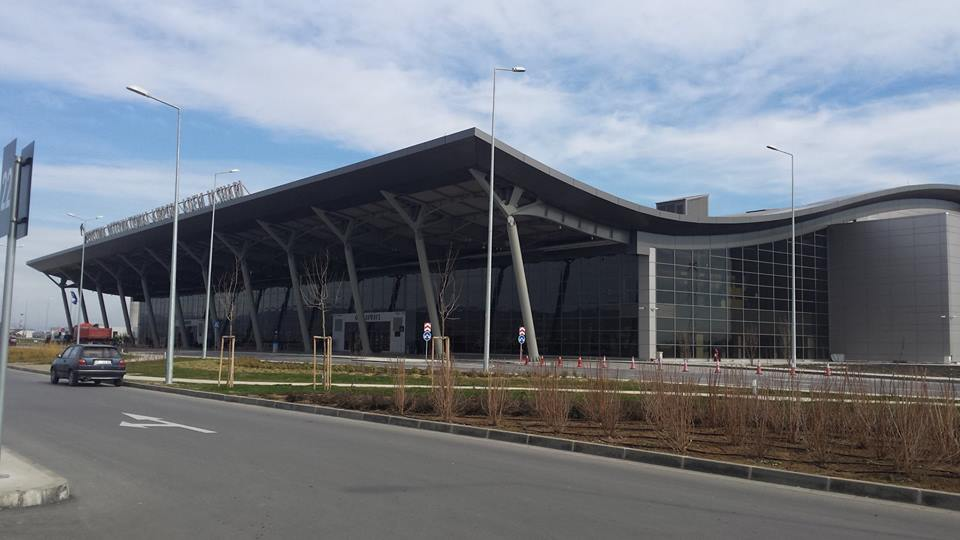
Neues Terminal

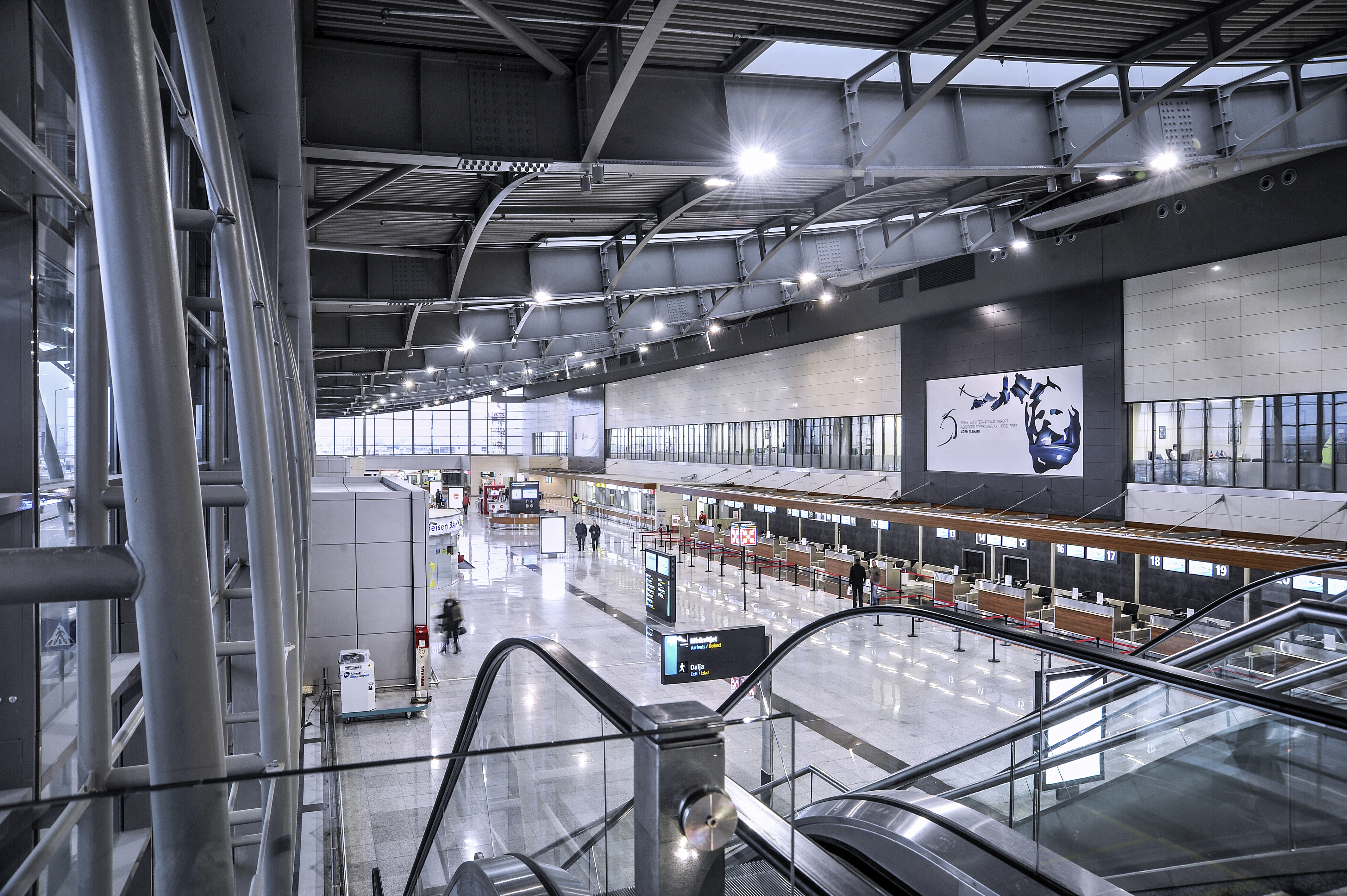
Im Inneren des neuen Terminals

Ursprünglich verfügte der Flughafen über drei Start- und Landebahnen. Neben der eigentlichen Start- und Landebahn wird eine Start- und Landebahn als Zufahrtsstraße zum Flughafen, die andere für das Abstellen von Flugzeugen benutzt. Das Ein- und Aussteigen aus den Flugzeugen erfolgt über Gangways und über den neu errichteten Terminal. Der Flughafen besitzt eine Business Lounge.

## Fluggesellschaften und Ziele
Pristina wird von deutschsprachigen Ländern nonstop angeflogen. Im Jahr 2025 gibt es Verbindungen ab Berlin, Dortmund, Düsseldorf, Frankfurt, Hamburg, Hannover, Köln/Bonn, Memmingen, München, Münster/Osnabrück, Nürnberg und Stuttgart. Außerdem werden Basel-Mülhausen, Genf, Wien und Zürich bedient.

## Verkehrsanbindung
Der Flughafen ist durch die im Zweistundentakt verkehrende Buslinie 1A mit der Innenstadt und dem Busbahnhof Pristinas verbunden.

## Zwischenfälle
- Am 12. November 1999 prallte eine von den Vereinten Nationen gecharterte ATR 42-300 der Si Fly im Landeanflug auf den Flughafen gegen einen Berg. Alle 24 Insassen kamen dabei ums Leben (siehe auch Si-Fly-Flug 3275).[12]